# イスラメイ
東洋風幻想曲イスラメイ（フランス語: Islamey: Fantaisie orientale、ロシア語: Исламей: Восточная фантазия）は、ロシアの作曲家ミリイ・バラキレフが1869年9月に作曲した独奏のピアノ曲。作品番号は18。楽譜は翌年の1870年に出版され、1902年に改訂版が出ている。
自由なソナタ形式でまとめられた幻想曲であり、ロシアのオリエンタリズムをテーマとしている。非常に演奏が困難な超絶技巧のピアノ曲として知られており、著名な音楽家たちも史上最も演奏困難な曲として言及している（後述）。作品を献呈されたニコライ・ルビンシテインにより初演された。

## 構成
16分の12拍子と"Allegro agitato"の指定による三部形式ないしは自由なソナタ形式で構成されており、各部分は、主要主題が登場する提示部、まったく新たな主題が登場する中間部、主要主題が戻ってくる再現部となっている。

## 作曲の経緯

### オリエントとコーカサス
バラキレフは古典派のベートーヴェンやロマン派のショパンらなどの、独・仏・伊を中心とした、いわゆる西ヨーロッパの音楽を好み、ピアニストとしてそれらの曲に習熟してもいた。しかしながら、作曲家としての活動では西ヨーロッパ、特にドイツ流の方法論を認めようとせず、スターソフの思想に影響され、グリンカに倣ってロシアの民族主義的な音楽を確立させようとしていた。
スターソフはモーツァルト、ベートーヴェン、ウェーバーらのオリエンタリズム（トルコ行進曲やトゥーランドットなど）が中途半端であると批判した上で、東方的なものに囲まれているロシアの音楽にはその要素が内包されており、「はっきり生き生きと再現できる」と主張した。つまり、ややこしいことに、ロシア民族そのものに由来する音楽のみならず、当時のロシア人にとっても耳に馴染みのない、ロシア周辺の民族音楽が「ロシアらしい独自の音楽」であるとされた。
他方で、ロシア帝国の辺縁にあり係争地だったコーカサスは流刑の配流先のひとつであり、デカブリストの乱以降の反逆者たちも多く送られたので、当時のロシア人社会では自由主義の聖地のような扱いをされていた。また、帝国主義的な拡張政策を支持する詩人のプーシキンやレールモントフらによって、ロシア文学界ではコーカサスを題材とすることが流行しており、その雄大で峻厳な自然環境を民族性と同一視することで、純朴で自由奔放かつ好戦的で怠惰といった面を過剰に強調する描写がなされた。ロシアの知識人たち（インテリゲンチャ）は西ヨーロッパに対して文化的な劣等感を抱き、西ヨーロッパ-ロシア間の関係におけるロシアをロシア-コーカサス間におけるコーカサスに重ね合わせ、「代償的ナショナリズム」として西ヨーロッパに抱くコンプレックスの捌け口とした。

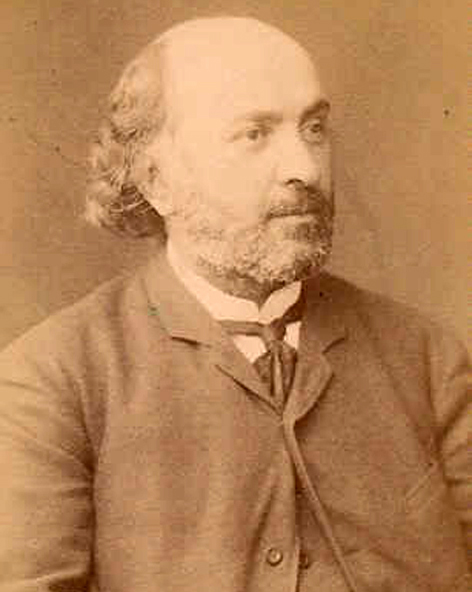
「クリミア出身のアルメニア人の俳優」は、当時モスクワのボリショイ劇場に所属していたデ・ラザリ。

### 取材旅行からの作曲
バラキレフが生涯に取り上げた民族音楽は、ロシア帝国内やその周辺に留まらず、スペインやイスラム諸国など多岐にわたる。しかし、いずれにせよ、1860年にはヴォルガ川流域へ、1862年、1863年と1868年の3度にわたって政情不安なコーカサスへと旅行し、農村を回って民族音楽を楽譜に書き写した。この最後のコーカサス旅行から戻った翌年、バラキレフは、いつもの遅筆ぶりとは対照的に、わずか1か月余りで東洋風幻想曲イスラメイを書き上げた。後年、バラキレフは、その旅行と本作の関係について、次のように記している。
…そこの豊かに繁った自然の荘厳なまでの美しさ、そしてそれと調和した住民たちの美しさ ―― これら全てが一つとなって私に強い印象を与えたのです。……私は土地の声楽に興味をもってからというもの、チェルケス公と親しくなりました。殿下はしばしば私のところにやって来て、持っている楽器（どこかヴァイオリンに似た楽器です）で民俗音楽を演奏したのです。その中の一つに「イスラメイ」と呼ばれる舞曲がありました。これに私ははなはだしい喜びを覚え、構想中の「タマーラ」を主題とする作品にするつもりで、その旋律をピアノのために編曲し始めたのです。第2主題の旋律は、モスクワでクリミア出身のアルメニア人の俳優から教わりました。こちらの旋律は、彼が断言したところによると、クリミア・タタール人にはよく知られているとの由。—ミリイ・バラキレフ、Eduard Reissへの手紙（1892年）
この手紙の「イスラメイ」とは、アディゲ人（チェルケス人）に21世紀現在も伝わる民族舞踊のイスラメイ (ダンス)のことである。様々なバージョンがあるが、便宜的に東西の2つに大別され、例えばチェルケシア東部のカバルド人に伝わるカバルディ・イスラメイや、チェルケシア西部のブジェドゥグ人に伝わるブジェドゥグ・イスラメイなどと呼び分けられる。ブジェドゥグ系の伝承では、イスラム (名前)という男が好きな女性の気を引くために空を舞う鷲を模して円形を描くように踊ったのが起源で、「イスラメイ」の名はその男に由来する。
また、「タマーラ」とは、レールモントフがジョージアの女王タマルを題材として作った詩である。もともと、バラキレフはレズギンカをテーマとする作品を構想していたが、1867年にそれを「『タマーラ』を主題とする作品」に変更し、10年以上経た1882年に交響詩タマーラとして完成させた。
この手紙の内容を素直に解釈すると、東洋風幻想曲イスラメイの提示部の主題はアディゲ人の舞曲イスラメイから採られ、中間部の主題は、「クリミア出身のアルメニア人の俳優」ことK.・N.・デ・ラザリの説明のとおり、起源はクリミア・タタール人の舞曲となる。この頃、デ・ラザリはチャイコフスキーの家を頻繁に訪れており、バラキレフもそこで教わった。

### 提示部ジョージア起源説
ところで、東洋風幻想曲イスラメイと舞曲イスラメイはリズムが異なり、提示部の主題が具体的にどの曲に由来するかは分かっていない。次の点から、アディゲ人の舞曲ではなくジョージアの旋律が元になって提示部の主題が作られたという説がある。
- 3度のコーカサス旅行のうち、舞曲イスラメイを含む北コーカサスの曲の採譜は1862年と1863年に行われており、1868年の旅行で持ち帰られたコーカサス関連の楽譜は全て南コーカサスのものだったことが判明している[24]。交響詩タマーラの舞台であるジョージアは南コーカサスなので、1869年に交響詩タマーラを作曲していたことと話の辻褄は合うが、それなら東洋風幻想曲イスラメイがそのピアノ曲版であるという説明が矛盾する。
- 東洋風幻想曲イスラメイの作曲において、低音パート（左手部分）の演奏を担当して手伝っていたとされるチャイコフスキーは、初演直前の時期にバラキレフへ宛てた手紙で、この曲のことを「あなたのアルメニア・ジョージア・エリコ調の幻想曲」と言っている。このうち「エリコ」は仲間内に通じる隠語でモスクワのことであり、ひいてはモスクワで練習しているニコライ・ルビンシテインのための超絶技巧であることを指す。そして、「アルメニア」が中間部の起源を指すとすると、残りの「ジョージア」が何を意味するのか不明である。
- 東洋風幻想曲イスラメイはジョージアの音楽と密接な関係にあるというイズライリ・ネスチエフ（ロシア語版）の分析を、カルヴォコレッシは著書で紹介している。

| 年   | 出来事                                                                     |
| ---- | -------------------------------------------------------------------------- |
| 1862 | 1回目のコーカサス旅行で北コーカサスの曲を取材する。                        |
| 1863 | 2回目のコーカサス旅行で北コーカサスの曲を取材する。                        |
| 186? | レールモントフの「ムツイリ」をテーマにした交響詩の構想を練る。             |
| 186? | 交響詩のテーマを「ムツイリ」から「レズギンカ」に変更する。                 |
| 1867 | 交響詩のテーマを「レズギンカ」から「タマーラ」に変更する。                 |
| 1868 | 3回目のコーカサス旅行で南コーカサスの曲を取材する。                        |
| 1869 | 構想中の交響詩タマーラをピアノに編曲して東洋風幻想曲イスラメイを作曲する。 |
| 1882 | 交響詩タマーラが完成する。                                                 |
| 1892 | Eduard Reissへの手紙で経緯を説明する。                                     |

ただし、バラキレフがジョージアの音楽を集めていたスケッチブックには、後世の調査でジョージアの楽譜とされないものが混じっており、バラキレフに舞曲イスラメイを教えてもらったムソルグスキーは、手紙でその旋律を「ジョージア風」と言及するなど、そもそも当事者たちのジョージアへの認識には曖昧な点がある。

## 評価と影響

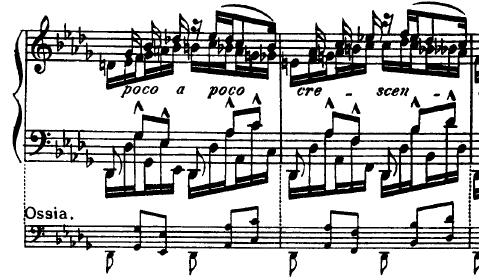
Ossia.の部分が「代替案」

演奏がすこぶる困難なことから、多くの出版譜にはたくさんのオッシーア（代替案）が添えられている。しかし華麗な超絶技巧の要求は、同時代のニコライ・ルビンシテインやフランツ・リストの興味を惹き付けた。バラキレフ自身も生前は超絶技巧のピアニストとして通っていたが、それでもこの作品には「自分の手に負えない」パッセージが含まれていることを認めていたという。
音楽的な実体のなさをあげつらって否定する評価もあるものの、イスラメイはピアノの難曲の歴史において独自の地位を占め、後世にも大きな衝撃を与えた。モーリス・ラヴェルは友人に、夜のガスパールの作曲の目標は「イスラメイ以上の難曲を書き上げること」だと伝えている。また、ロシア五人組の仲間のうち、ボロディンはオペライーゴリ公に、またリムスキー＝コルサコフは交響組曲シェヘラザードにおいて、イスラメイの一節を引用している。

## 管弦楽版
アルフレード・カゼッラは1907年にイスラメイの管弦楽化に着手し、バラキレフの監修を経て翌年に自身の指揮で初演した。バラキレフ死後の1912年には、ナジェージダ・リムスカヤ＝コルサコヴァがロシア帝室バレエ団（マリインスキー・バレエ）の演目に予定されていたシェヘラザードの使用を拒否するという事件があったため、急遽、シェヘラザードと同じテーマを持つイスラメイがバラキレフの弟子だったセルゲイ・リャプノフにより管弦楽のバレエ音楽へと編曲された。その後、フランツ・シャルクが編曲したバージョンは、ロヴロ・フォン・マタチッチのレパートリーになった。
リャプノフによる管弦楽の楽器編成（ユルゲンソン版）
ピッコロ2、フルート2、オーボエ、コーラングレ、クラリネット2（A管）、ファゴット2、ホルン4、トランペット4（B♭管）、トロンボーン3、チューバ、ティンパニ、トライアングル、タンブリン、小太鼓、シンバル、大太鼓、ハープ2、弦楽五部